# Rue Bayard (Grenoble)
Pour les articles homonymes, voir Rue Bayard et Bayard.
La rue Bayard est une voie publique de la commune française de Grenoble. Elle est située dans le quartier Notre-Dame, un des quartiers les plus animés de la ville, réaménagé en zone piétonne.

## Situation et accès

### Situation
Cette voie permet de relier la place Notre-Dame à la rue Dominique-Villars. Elle se termine au carrefour de la rue Servan et de la rue Voltaire, au niveau du numéro 18 de la rue, laquelle se prolonge ensuite par la rue Dominique Villars qui mène au muséum d'histoire naturelle de Grenoble.
La rue, comprise dans la principale zone commerciale de la ville, est accessible aux passants depuis n'importe quel point du quartier Notre-Dame, le plus ancien de Grenoble.

### Accès
La rue Bayard est principalement desservie par les ligne B et ligne D du réseau de tramway de l'agglomération grenobloise. La station la plus proche (située à proximité du début de la rue) se dénomme Notre-Dame Musée de Grenoble.

## Origine du nom

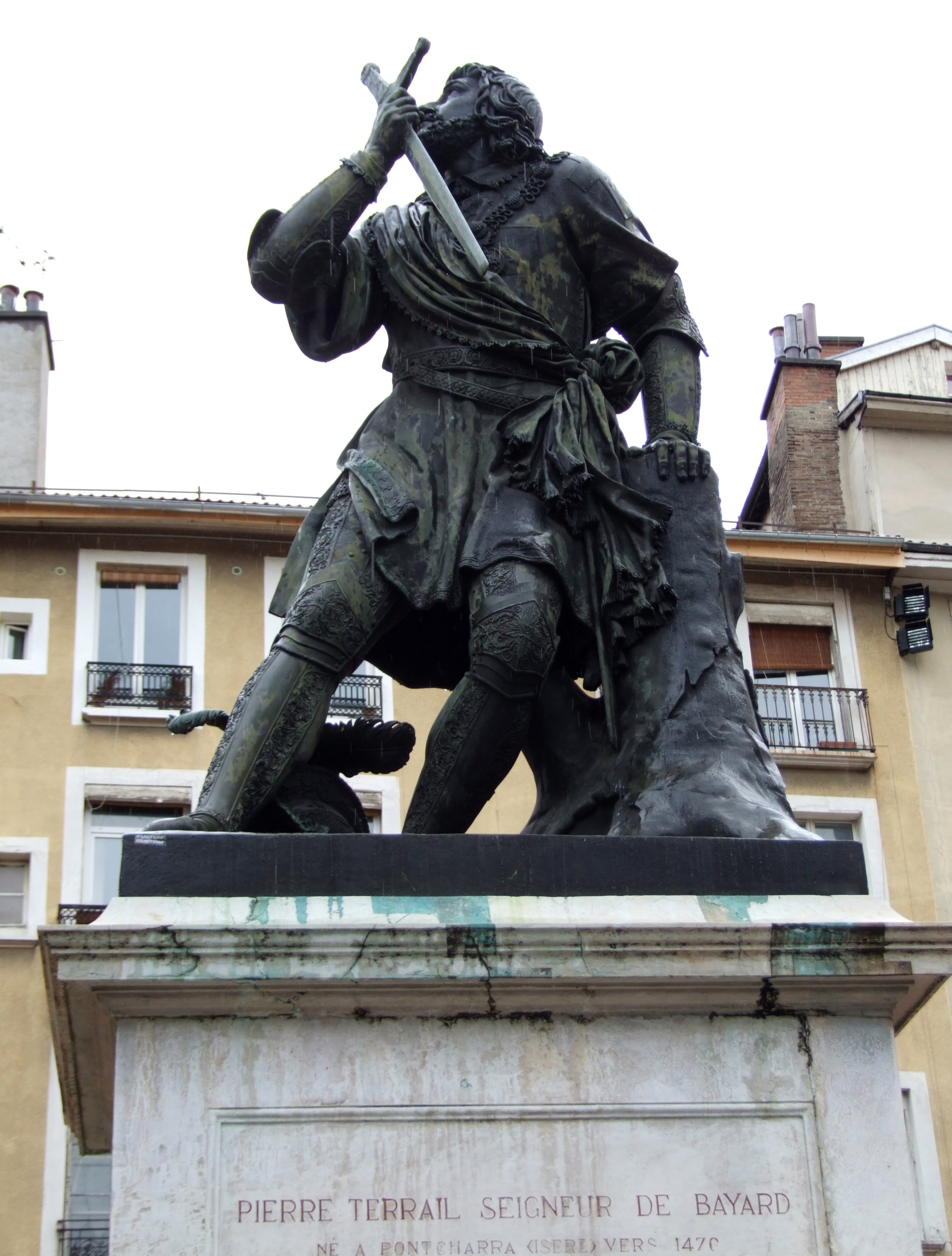
Statue du chevalier Bayard à Grenoble.

Cette rue a reçu sa dénomination en l'honneur du « chevalier sans peur et sans reproche », Pierre Terrail de Bayard (1476-1524), héros des Guerres d'Italie et natif du château Bayard sur la commune de Pontcharra, situé à environ trente kilomètres de Grenoble.
Son corps, ramené à Grenoble le 20 mai 1524, après sa mort lors d'une bataille lors de la sixième guerre d'Italie, sera inhumé le 24 août 1524 dans la chapelle des Minimes de la Plaine à Saint-Martin-d'Hères. 
Le 4 juillet 1822, les restes présumés du chevalier Bayard furent transférés dans l'église de la collégiale Saint-André à Grenoble et en 1823, une statue fut élevée en son honneur sur la place Saint-André, située non loin de la rue Bayard.

## Historique
La rue Bayard a été ouverte en 1791 à travers le jardin des Capucins, l'allée des Marronniers et la cour du Doyenné de la cathédrale. Durant la période révolutionnaire se dénomma rue de la Révolution. Selon l'historien Claude Muller, le chevalier Bayard habita le secteur de cette rue à l'époque quand il abritait encore l'immeuble du Doyen de la cathédrale.
En 2021, la rue Bayard, qui compte de nombreux commerces proposant des meubles et d'autres articles anciens, appartient au quartier des Antiquaires de Grenoble avec la rue Voltaire, la place des Tilleuls et la rue Dominique Villars. Chaque année la rue et le quartier accueille une foire à la brocante. L'édition 2021, organisée le 28 mars, se dénommait « Brocante, saveurs et créations ».

## Bâtiments remarquables et lieux de mémoire
- Entre le No 3 et le No 5 : passage donnant sur la place des Tilleuls, ancienne place du Cloître Notre-Dame au Moyen Âge, avant de devenir en 1694 la place des Tillots, puis place des Tilleuls, en 1789. Durant quelques mois en 1794, la place devint la place de la Convention. Elle a ensuite retrouvé son nom de place des Tilleuls, par délibération du conseil municipal en date du 9 octobre 1857[6].

- No 13bis : entrée principale de l'institution Bayard, école et collège privé catholique du Diocèse de Grenoble-Vienne[7].

- No 17 : Fondée en 1931, la laiterie Bayard commercialisait le lait issu des fermes du Vercors, massif montagneux qui domine l'ouest de l'agglomération grenobloise[8]. Les visiteurs peuvent toujours y choisir leurs produits laitiers tel que le fromage mais aussi leurs vins car la laiterie héberge également une cave[9].